# Коста Црногорац
Коста Црногорац (Београд, 12/24. август 1836 — Врање, 25. март/6. април 1906) је био српски агроном, професор природних наука и пољопривреде и директор Друге београдске гимназије (1874—1882).

## Биографија
Фебруара 1860. године, постао је чувар Народног музеја, а већ у 1861. године је премештен за професора Шабачке гимназије.
Предавао је рачуницу, алгебру и јестаственицу у Београдској полгимназији, пољску економију са практиком у пољу и башти на Богословији, јестаственицу у Вишој женској школи у Београду.
Био је члан оснивачког одбора (1869), редовни члан Српског пољопривредног друштва и плодни сарадник у „Тежаку”, илустрованом листу које је друштво издавало. Значајно је допринео унапређењу пољопривреде у Србији.
Био је редовни члан СУД Одсека јестаственичког и математичког, од 17/29. фебруара 1874. године и Одбора за ширење наука и књижевности у народ од 1883.
Почасни је члан СКА од 15/27. новембра 1892. године.
Последње године живота, као пензионер је провео у Врању.